# 安德里亞尼夫
49°36′2″N 23°43′13″E / 49.60056°N 23.72028°E
安德里亞尼夫（烏克蘭語：Андріянів），是烏克蘭的村落，位於該國西部利沃夫州，由戈羅多克區負責管轄，始建於1754年，面積1.02平方公里，海拔高度273米，2025年人口253，人口密度每平方公里354.84人。